# 飯綱町立飯綱病院
飯綱町立 飯綱病院（いいづなちょうりつ いいづなびょういん）は長野県飯綱町にある医療機関。

## 沿革
- 1960年（昭和35年）6月- 牟礼村、三水村による組合立国保中央病院設立許可。
- 1961年（昭和36年）3月- 国保中央病院竣工。
- 1961年（昭和36年）6月 - 国保中央病院 開院。
- 1975年（昭和50年）4月 – 病院名変更、飯綱行政組合飯綱病院。
- 1980年（昭和55年）8月 – 新病院に移転。
- 2005年（平成17年）10月 – 牟礼村、三水村合併。病院名変更、飯綱町立飯綱病院。

## 診療科目
- 内科
- 小児科
- 循環器科
- 消化器科
- 外科
- 整形外科
- 形成外科
- 脳神経外科
- 眼科
- 耳鼻咽喉科
- リウマチ科
- リハビリテーション科
- 麻酔科
- 歯科
- 矯正歯科

## 所在地
- 〒389-1211 長野県上水内郡飯綱町大字牟礼2220番地